# کلیرمونت، انتاریو
کلیرمونت، انتاریو (به انگلیسی: Claremont, Ontario) یک منطقهٔ مسکونی در کانادا است که در پیکرینگ، انتاریو واقع شده‌است. کلیرمونت ۵ کیلومتر مربع مساحت و ۱٬۲۰۲ نفر جمعیت دارد و ۲۶۶ متر بالاتر از سطح دریا واقع شده‌است.